# Дарбаруд
Дарбаруд (перс. داربارود) — село в Ірані, входить до складу дехестану Торкаман у Центральному бахші шахрестану Урмія провінції Західний Азербайджан.